# Geniza del Cairo
La Geniza del Cairo è il luogo in cui fu radunato materiale manoscritto ebraico che data per la massima parte fra il 1025 e il 1266,  ritrovato alla fine del XIX secolo e studiato dapprima dal professor Solomon Schechter e poi dal prof. Shlomo Dov Goitein.

## Materiale

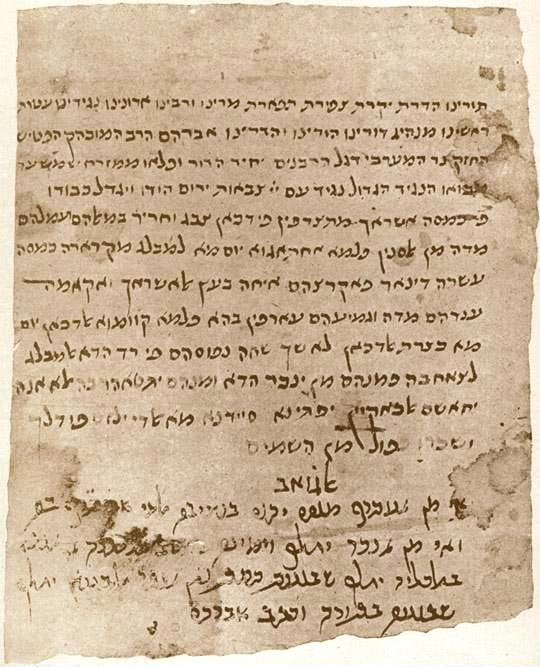
Una lettera di Abraham, figlio di Maimonide, riemersa dal materiale affastellato nella Geniza cairina

Il materiale - 280.000 lacerti circa - giaceva nella Geniza della sinagoga di al-Fustat (Antica Cairo), in Egitto, dove era stato depositato dagli israeliti di Palestina, emigrati al Cairo in età aghlabide e poi fatimide.
Una provvidenziale dimenticanza evitò il rituale seppellimento del materiale da parte della comunità ebraica, regalando agli storici una delle più importanti documentazioni autografe dell'attività commerciale e della vita sociale, in particolare ebraica, nell'area mediterranea.

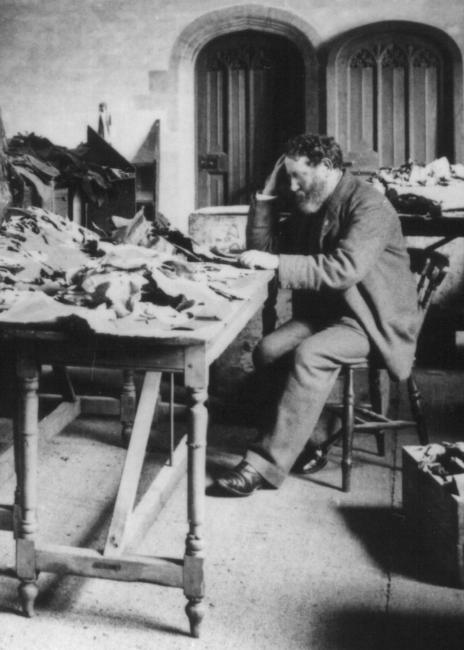
Solomon Schechter intento nell'esame di una piccolissima parte dei lacerti della Geniza

Nel 1897, mentre una parte dei manoscritti era già stata dispersa nelle diverse biblioteche del mondo (San Pietroburgo, Parigi, Londra, Oxford, Manchester, New York), gli ultimi 193 000 frammenti furono trasferiti da Schechter nella Cambridge University Library, nel Regno Unito.
I testi erano stati redatti in ebraico, arabo, Giudeo-Arabo, giudeo persiano, aramaico e yiddish su svariati supporti (carta, papiro, tessuto e pergamena). I temi trattati sono tra i più diversi (traduzioni della Bibbia, copie della Torah, grammatiche ebraiche, commentari del Tanakh).
Certi testi forniscono importanti informazioni su Maimonide ma la vera rivoluzionaria scoperta riguarda l'attività mercantile ebraica in età fatimide e la presenza di società miste ebraico-islamico-cristiane, in un clima di sostanziale tolleranza garantito dal regime ismailita dei Fatimidi del Cairo, tali da obbligare a una riscrittura della storia economica nei secoli IX, X e XI.